# Mixes of a Lost World
Mixes of a Lost World – remix album zespołu The Cure, wydany 13 czerwca 2025 roku nakładem wytwórni Polydor i Fiction jako: płyta winylowa, CD i digital download.
Zawiera remiksy utworów z Songs of a Lost World, zrealizowane przez takich artystów jak: Chino Moreno z zespołu Deftones, Trentemøller, Mogwai, Orbital, The Twilight Sad, Daniel Avery, Mura Masa, Âme, Shanti Celeste i innych. Dochód ze sprzedaży albumu jest przeznaczony na rzecz War Child UK.
Album doszedł do 1. miejsca listy UK Dance Albums Chart Official Charts Company.

## Album

### Historia
The Cure wydał w 2024 roku Songs of a Lost World, swój pierwszy od 16 lat nowy album studyjny. Mniej więcej w tym samym czasie Robert Smith mówił o „albumie towarzyszącym”, który był prawie ukończony i gotowy do wydania, a także o zupełnie innym trzecim albumie zawierającym „naprawdę przypadkowe rzeczy, takie jak późne rzeczy studyjne”.
21 kwietnia 2025 roku, w dniu 66. urodzin Roberta Smitha, zespół The Cure zapowiedział na 13 czerwca wydanie nowego albumu, który, według spekulacji,  miałby być wspomnianym albumem towarzyszącym. Na albumie, zatytułowanym Mixes of a Lost World znalazły się remiksy utworów z Songs of a Lost World, zrealizowane przez takich artystów jak: Chino Moreno z zespołu Deftones, Trentemøller, Mogwai, Orbital, The Twilight Sad, Daniel Avery, Mura Masa, Âme, Shanti Celeste i innych. Dochód z Mixes of a Lost World zostanie przeznaczony na rzecz War Child UK. W oświadczeniu Robert Smith powiedział: „Tuż po świętach Bożego Narodzenia wysłano mi kilka niezamówionych remiksów utworów z Songs of a Lost World i naprawdę je pokochałem. The Cure ma barwną historię z wszelkiego rodzaju muzyką taneczną i byłem ciekawy, jak cały album zabrzmi w całości zinterpretowany przez innych. Ta ciekawość zaowocowała bajeczną podróżą przez wszystkie osiem utworów autorstwa 24 wspaniałych artystów i remikserów i znacznie wykracza poza wszystko, na co mogłem mieć nadzieję”.

### Lista utworów
| 1. | I Can Never Say Goodbye (Paul Oakenfold ‘Cinematic’ Remix) |  |
|    |                                                            |  |
| 2. | Endsong (Orbital Remix)                                    |  |
|    |                                                            |  |
| 3. | Drone:Nodrone (Daniel Avery Remix)                         |  |
|    |                                                            |  |
| 4. | All I Ever Am (meera Remix)                                |  |
|    |                                                            |  |

| 1. | A Fragile Thing (Âme Remix)                                  |  |
|    |                                                              |  |
| 2. | And Nothing Is Forever (Danny Briottet & Rico Conning Remix) |  |
|    |                                                              |  |
| 3. | Warsong (Daybreakers Remix)                                  |  |
|    |                                                              |  |
| 4. | Alone (Four Tet Remix)                                       |  |
|    |                                                              |  |

| 1. | I Can Never Say Goodbye (Mental Overdrive Remix)         |  |
|    |                                                          |  |
| 2. | And Nothing Is Forever (Cosmodelica Electric Eden Remix) |  |
|    |                                                          |  |
| 3. | A Fragile Thing” (Sally C Remix)                         |  |
|    |                                                          |  |
| 4. | Endsong” (Gregor Tresher Remix)                          |  |
|    |                                                          |  |

| 1. | Warsong (Omid 16B Remix)                      |  |
|    |                                               |  |
| 2. | Drone:Nodrone (Anja Schneider Remix)          |  |
|    |                                               |  |
| 3. | Alone (Shanti Celeste ‘February Blues’ Remix) |  |
|    |                                               |  |
| 4. | All I Ever Am (Mura Masa Remix)               |  |
|    |                                               |  |

| 1. | I Can Never Say Goodbye (Craven Faults Rework)    |  |
|    |                                                   |  |
| 2. | Drone:Nodrone (JoyCut ‘Anti-Gravitational’ Remix) |  |
|    |                                                   |  |
| 3. | And Nothing Is Forever” (Trentemøller Rework)     |  |
|    |                                                   |  |
| 4. | Warsong (Chino Moreno Remix)                      |  |
|    |                                                   |  |

| 1. | Alone (Ex-Easter Island Head Remix)      |  |
|    |                                          |  |
| 2. | All I Ever Am (65daysofstatic Remix)     |  |
|    |                                          |  |
| 3. | A Fragile Thing (The Twilight Sad Remix) |  |
|    |                                          |  |
| 4. | Endsong (Mogwai Remix)                   |  |
|    |                                          |  |

| 1. | I Can Never Say Goodby (Paul Oakenfold Cinematic Remix)      | 4:17  |
|    |                                                              |       |
| 2. | Endsong (Orbital Remix)                                      | 6:24  |
|    |                                                              |       |
| 3. | Drone:Nodrone” (Daniel Avery Remix)                          | 5:20  |
|    |                                                              |       |
| 4. | All I Ever Am (meera Remix)                                  | 8:03  |
|    |                                                              |       |
| 5. | A Fragile Thing (Âme Remix)                                  | 5:34  |
|    |                                                              |       |
| 6. | And Nothing Is Forever (Danny Briottet & Rico Conning Remix) | 5:29  |
|    |                                                              |       |
| 7. | Warsong (Daybreakers Remix)                                  | 6:17  |
|    |                                                              |       |
| 8. | Alone (Four Tet Remix)                                       | 6:18  |
|    |                                                              |       |
|    |                                                              | 47:42 |
|    |                                                              |       |

| 1. | I Can Never Say Goodbye (Mental Overdrive Remix)         | 7:12  |
|    |                                                          |       |
| 2. | And Nothing Is Forever (Cosmodelica Electric Eden Remix) | 8:41  |
|    |                                                          |       |
| 3. | A Fragile Thing (Sally C Remix)                          | 4:43  |
|    |                                                          |       |
| 4. | Endsong (Gregor Tresher Remix)                           | 6:05  |
|    |                                                          |       |
| 5. | Warsong (Omid 16B Remix)                                 | 6:05  |
|    |                                                          |       |
| 6. | Drone:Nodrone (Anja Schneider Remix)                     | 5:01  |
|    |                                                          |       |
| 7. | Alone” (Shanti Celeste ‘February Blues’ Remix)           | 5:55  |
|    |                                                          |       |
| 8. | All I Ever Am (Mura Masa Remix)                          | 6:41  |
|    |                                                          |       |
|    |                                                          | 50:23 |
|    |                                                          |       |

| 1. | I Can Never Say Goodbye (Craven Faults Rework)    | 9:04  |
|    |                                                   |       |
| 2. | Drone:Nodrone (JoyCut ‘Anti-Gravitational’ Remix) | 6:23  |
|    |                                                   |       |
| 3. | And Nothing Is Forever (Trentemøller Rework)      | 4:58  |
|    |                                                   |       |
| 4. | Warsong (Chino Moreno Remix)                      | 4:17  |
|    |                                                   |       |
| 5. | Alone (Ex-Easter Island Head Remix)               | 4:42  |
|    |                                                   |       |
| 6. | All I Ever Am (65daysofstatic Remix)              | 5:16  |
|    |                                                   |       |
| 7. | A Fragile Thing (The Twilight Sad Remix)          | 4:27  |
|    |                                                   |       |
| 8. | Endsong (Mogwai Remix)                            | 10:49 |
|    |                                                   |       |
|    |                                                   | 49:56 |
|    |                                                   |       |

#### Digital download
Lista według Discogs:
| 1.  | I Can Never Say Goodbye (Paul Oakenfold "Cinematic" Remix)   | 4:15    |
|     |                                                              |         |
| 2.  | Endsong (Orbital Remix)                                      | 6:23    |
|     |                                                              |         |
| 3.  | Drone:Nodrone (Daniel Avery Remix)                           | 5:20    |
|     |                                                              |         |
| 4.  | All I Ever Am (Meera Remix)                                  | 8:02    |
|     |                                                              |         |
| 5.  | A Fragile Thing (Ame Remix)                                  | 5:33    |
|     |                                                              |         |
| 6.  | And Nothing Is Forever (Danny Briottet & Rico Conning Remix) | 5:28    |
|     |                                                              |         |
| 7.  | Warsong (Daybreakers Remix)                                  | 6:17    |
|     |                                                              |         |
| 8.  | Alone (Four Tet Remix)                                       | 6:16    |
|     |                                                              |         |
| 9.  | I Can Never Say Goodbye (Mental Overdrive Remix)             | 7:10    |
|     |                                                              |         |
| 10. | And Nothing Is Forever (Cosmodelica Electric Eden Remix)     | 8:41    |
|     |                                                              |         |
| 11. | A Fragile Thing (Sally C Remix)                              | 4:43    |
|     |                                                              |         |
| 12. | Endsong (Gregor Tresher Remix)                               | 6:05    |
|     |                                                              |         |
| 13. | Warsong (Omid 16B Remix)                                     | 6:04    |
|     |                                                              |         |
| 14. | Drone:Nodrone (Anja Schneider Remix)                         | 5:00    |
|     |                                                              |         |
| 15. | Alone (Shanti Celeste "February Blues" Remix)                | 5:54    |
|     |                                                              |         |
| 16. | All I Ever Am (Mura Masa Remix)                              | 6:39    |
|     |                                                              |         |
| 17. | I Can Never Say Goodbye (Craven Faults Rework)               | 9:03    |
|     |                                                              |         |
| 18. | Drone:Nodrone (JOYCUT "Anti-Gravitational" Remix)            | 6:22    |
|     |                                                              |         |
| 19. | And Nothing Is Forever (Trentemøller Rework)                 | 4:58    |
|     |                                                              |         |
| 20. | Warsong (Chino Moreno Remix)                                 | 4:17    |
|     |                                                              |         |
| 21. | Alone (Ex-Easter Island Head Remix)                          | 4:41    |
|     |                                                              |         |
| 22. | All I Ever Am (65daysofstatic Remix)                         | 5:16    |
|     |                                                              |         |
| 23. | A Fragile Thing (Twilight Sad Remix)                         | 4:27    |
|     |                                                              |         |
| 24. | Endsong (Mogwai Remix)                                       | 10:46   |
|     |                                                              |         |
|     |                                                              | 2:27:40 |
|     |                                                              |         |

### Muzycy
- Robert Smith – śpiew, gitara, gitara basowa 6-strunowa, instrumenty klawiszowe
- Simon Gallup – gitara basowa
- Jason Cooper – perkusja, instrumenty perkusyjne
- Roger O’Donnell – instrumenty klawiszowe
- Reeves Gabrels – gitara

### Nagrywanie, produkcja
- Robert Smith – autor wszystkich utworów, koncepcja projektu, koordynacja, kompilacja
- Paul Corkett – nagranie oryginalnych piosenek
- Jack Boston – asystent nagrania
- Paul Corkett, Robert Smith – producenci oryginalnych piosenek
- Matt Colton – mastering
- Andy Vella – projekt graficzny okładki (na podstawie rzeźby Bagatelle Janeza Pirnata)

## Odbiór

### Opinie krytyków
| Oceny łączne      | Oceny łączne |
| Publikacja        | Ocena        |
| ----------------- | ------------ |
| Album of the Year | 74/100       |
| Metacritic        | 75/100       |
| Recenzje          |              |
| Publikacja        | Ocena        |
| Clash             | 7/10         |
| Classic Rock      | [ 11 ]       |
| Far Out Magazine  | [ 12 ]       |
| laut.de           | [ 13 ]       |
| Mojo              | [ 14 ]       |
| Spectrum Culture  | 80 %         |
| Uncut             | 7/10         |

Album otrzymał średnią ocenę 74 na 100 na podstawie 6 recenzji krytycznych w zestawieniu Album of the Year oraz 75/100 na podstawie 5 recenzji krytycznych w zestawieniu Metacritic.
Zdaniem Martina Piersa z miesięcznika Uncut „można śmiało powiedzieć, że zaginiony świat The Cure został odnaleziony, a jego zasoby naturalne są pozyskiwane w sposób zrównoważony, najpierw dzięki albumowi koncertowemu z Troxy, a teraz dzięki temu 24-ścieżkowemu zestawowi remiksów”, zrealizowanemu przez producentów i artystów muzyki tanecznej, podziwianych przez Roberta Smitha. Everett True z mięsięcznika Classic Rock ocenia, że tacy artyści jak: Four Tet, Paul Oakenfold, Orbital i Shanti Celeste przerabiają i rozwijają oryginały Roberta Smitha i jego kolegów z zespołu w sposób, który sprawia, „że poczują się oni jeszcze bardziej filmowo, zanurzeni w orzeźwiających pokładach melancholii i refleksji”. 
Tom Doyle z miesięcznika  Mojo zauważa, że choć „tematy żałoby, starzenia się i śmiertelności zawarte w albumie macierzystym nie przenoszą się naturalnie na parkiet taneczny, to często właśnie takie przeciwstawienie sprawia, że przeróbki te są tak skuteczne. Jako najlepszą z nich autor wymienia remiks „Alone” autorstwa Four Teta.
Według Sama Walker-Smarta z magazynu Clash na liście utworów Mixes of a Lost World pojawiają się pewne powtórzenia, ponieważ album pierwotny jest stosunkowo krótki. Jednak zbiór remiksów to „w przeważającej części zróżnicowany, odświeżający odsłuch. The Cure udowodnili, że są jednym z najbardziej lubianych i wpływowych brytyjskich zespołów. Ich brzmienie przetrwało próbę czasu, a czyniąc to, okazuje się dość odporne na przekręcanie, przycinanie i rozmazywanie w innych gatunkach. W ich muzyce tkwi upiorna szczerość, która zawsze będzie przeciwstawiać się trendom”.
W opinii Kelly Scanlon z Far Out Magazine Mixes of a Lost World „wydaje się być całkiem oczekiwanym krokiem, który podkreśla wszystkie zagubione słowa Lost World w technicolorze, tworząc obrazkowe scenopisy wewnętrznego umysłu Smitha z wolnością swobodnych konwencji”.
Will Pinfold ze Spectrum Culture ocenia, że Mixes of a Lost World „to raczej uczta niż przekąska między «prawdziwymi» albumami. Oferuje trzy przeróbki każdej piosenki z najnowszego dzieła The Cure; niektóre są przełomowe, inne po prostu dobre, ale wszystkie są interesujące”.
Lisa Rupprecht z magazynu laut.de zauważa, że w przypadku Mixes of a Lost World jest widoczny problem wielu albumów z remiksami: „jest to raczej archiwum dźwięków dla pasjonatów, DJ-ów i użytkowników playlist Spotify, niż spójna płyta. Ci, którzy mają czas i cierpliwość, mogą odkryć tu prawdziwe skarby, podczas gdy reszta może wybrać dwa lub trzy ulubione miejsca, a resztę wyciszyć. Niemniej jednak projekt został pieczołowicie nadzorowany przez Roberta Smitha, a lista współpracowników jest imponująca. (...) Nie jest to zamiennik nowego albumu, ale niezależne dzieło pełne pomysłów, zaskakujących rozwiązań i niespodzianek”.

### Listy tygodniowe
| Kraj              | Lista                      | Pozycja |
| ----------------- | -------------------------- | ------- |
| Austria           | Austrian Charts            | 9       |
| Belgia            | Ultratop (Flandria)        | 5       |
| Belgia            | Ultratop (Walonia)         | 3       |
| Chorwacja         | Top lista                  | 21      |
| Francja           | SNEP                       | 29      |
| Francja           | Top Rock & Metal           | 2       |
| Holandia          | Dutch Album Top 100        | 21      |
| Irlandia          | IRMA                       | 86      |
| Niemcy            | Offizielle Deutsche Charts | 5       |
| Polska            | OLiS – albumy              | 10      |
| Polska            | OLiS – albumy fizyczne     | 4       |
| Polska            | OLiS – albumy – winyle     | 6       |
| Stany Zjednoczone | Top Album Sales            | 16      |
| Stany Zjednoczone | Top Dance Albums           | 6       |
| Szkocja           | Scottish Albums Chart      | 3       |
| Szwajcaria        | Schweizer Hitparade        | 4       |
| Węgry             | Top 40 Albums (MAHASZ)     | 21      |
| Wielka Brytania   | UK Albums Chart            | 9       |
| Wielka Brytania   | UK Dance Albums Chart      | 1       |
| Wielka Brytania   | UK Vinyl Albums Chart      | 4       |